# Redditch United F.C.
Redditch United FC là một câu lạc bộ bóng đá có trụ sở tại Redditch, Worcestershire, Anh. Đội bóng hiện thi đấu tại Southern League Premier Division Central và có sân nhà là sân vận động Trico.

## Danh hiệu
- Birmingham Combination
  - Vô địch: 1913–14, 1932–33, 1952–53[1]
- Birmingham & District League
  - Vô địch Southern Division: 1954–55
- Southern League
  - Vô địch Division One North: 1975–76[2]
  - Vô địch Western Division: 2003–04
- Birmingham Senior Cup
  - Vô địch: 1925, 1932, 1939, 1977, 2005,
- Worcestershire Senior Cup
  - Vô địch: 1894, 1930, 1975, 1976, 2008, 2014
- Staffordshire Senior Cup
  - Vô địch: 1991
- Worcester Royal Infirmary Cup
  - Vô địch: 1999